# 泰勒·格拉斯諾
泰勒·艾倫·格拉斯諾（英語：Tyler Allen Glasnow，1993年8月23日—），為美國職棒大聯盟投手，目前效力於洛杉磯道奇。他先前曾效力過海盜與光芒兩隊。

## 職業生涯

### 匹茲堡海盜
2011年美國職棒大聯盟選秀，格拉斯諾在第5輪被海盜隊選走。
2016年，格拉斯諾在3A先發20場，防禦率僅1.87，並送出133次三振。海盜隊也在7月7日讓他升上大聯盟，不過他在生涯第二場先發就因為肩膀不適而提前退場。7月23日，他以後援投手身分重返大聯盟，並一直到9月25日才回到先發行列。這年他吞下2敗，防禦率為4.24。
2017年，格拉斯諾僅入海盜隊的先發輪值。不過他在這年的控球不盡理想，首場先發僅投1.2局就送出5次保送狂失5分。他回到3A後先發12場，防禦率還是高達7.45。不過隨著他後面在3A的表現趨於穩定，他也在球季末回到大聯盟。這年他僅拿下2勝7敗，防禦率7.69。
2018年春訓，海盜隊決定讓格拉斯諾擔任球隊的後援投手。

### 坦帕灣光芒
2018年7月31日，海盜將格拉斯諾、奧斯汀·米多斯和一名日後指定球員交易至光芒，換得克理斯·亞契。格拉斯諾到了新東家後直接加入球隊先發輪值中，該年他先發11場比賽，防禦率4.20。
2019年開季，格拉斯諾投出5勝0敗，防禦率1.75的成績。他也獲選為美聯4月份單月最佳投手。5月10日，他因為手臂拉傷而進入傷兵名單。他一直到9月份才回歸球場。該年他拿下6勝1敗，防禦率1.78。

## 外部連結
- 泰勒·格拉斯諾在美國職棒官網（英语）
- 泰勒·格拉斯諾在Baseball-Reference.com（大聯盟）（英语）
- 泰勒·格拉斯諾在Baseball-Reference.com（小聯盟以及海外聯盟）（英语）
- 泰勒·格拉斯諾在ESPN（MLB）（英语）
- 泰勒·格拉斯諾在FanGraphs.com（英语）
- 泰勒·格拉斯諾在Retrosheet（英语）
- 泰勒·格拉斯諾在The Baseball Cube（英语）
- 泰勒·格拉斯諾的X（前Twitter）
- 泰勒·格拉斯諾的Instagram帳戶